# Carrow Road
Il Carrow Road è uno stadio di calcio situato a Norwich, Inghilterra, ed è la sede del Norwich City. Lo stadio è situato nel centro della città, non lontano dalla stazione ferroviaria e dal fiume Wensum.
Carrow Road, dal nome della strada su cui è situato, è stato appositamente costruito dal Norwich City nel 1935 in 82 giorni. Lo stadio è stato ampiamente rimaneggiato più volte nel corso della sua storia, soprattutto a seguito di un devastante incendio che distrusse l'old City ("Geoffrey Watling") Stand nel 1984.
In passato ha ospitato i tifosi in piedi e, a partire dal 1990, è stato dotato di posti a sedere. Le tribune hanno attualmente la capacità di 27 244 posti, con un record di presenze di 27 091 spettatori. Nel periodo in cui esistevano i soli posti in piedi fece riscontrare un record di 43 984 spettatori nel 1963. Il Carrow Road comprende anche un superstore, strutture di ristorazione e un albergo.

## Galleria d’immagini

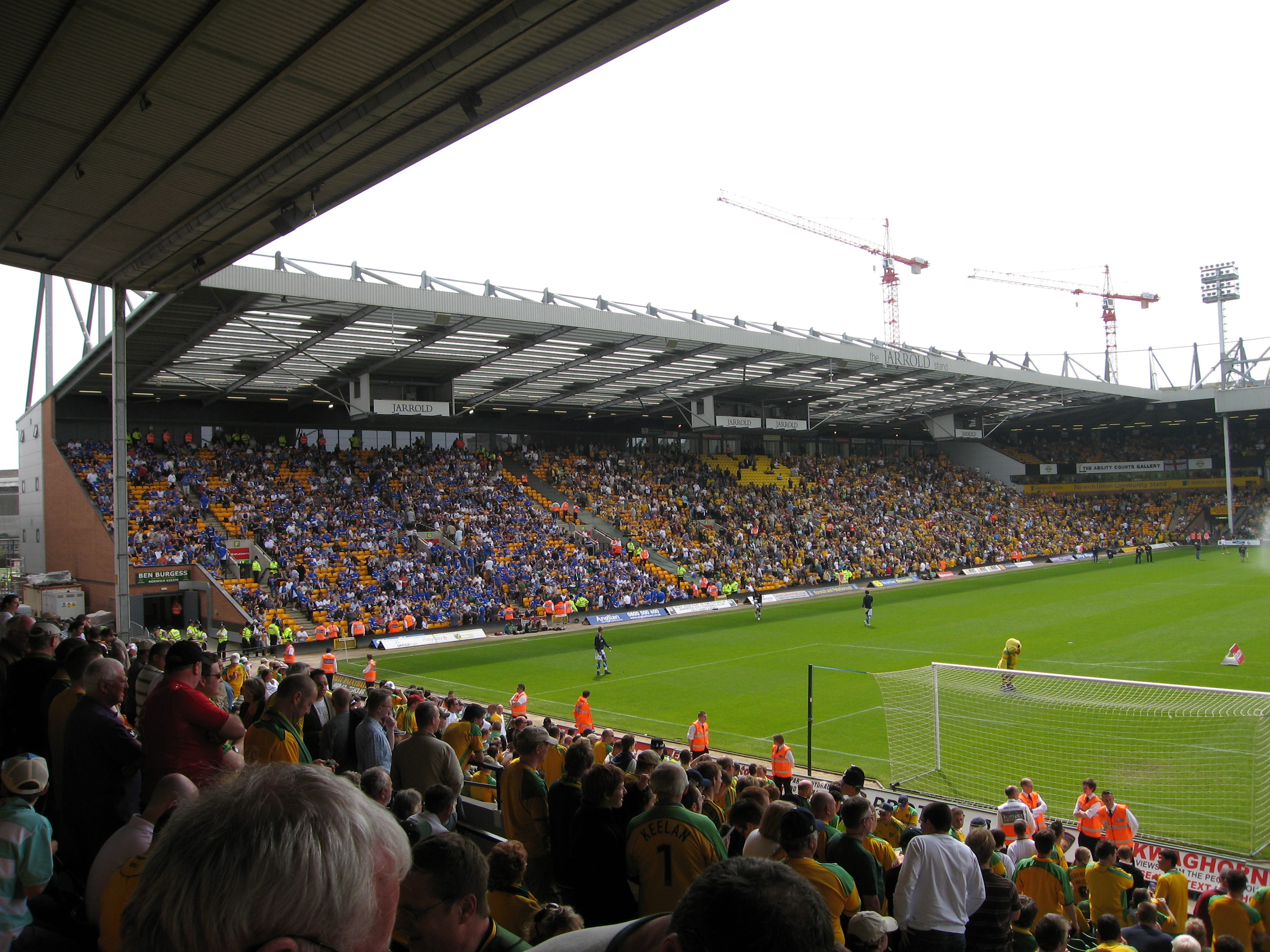
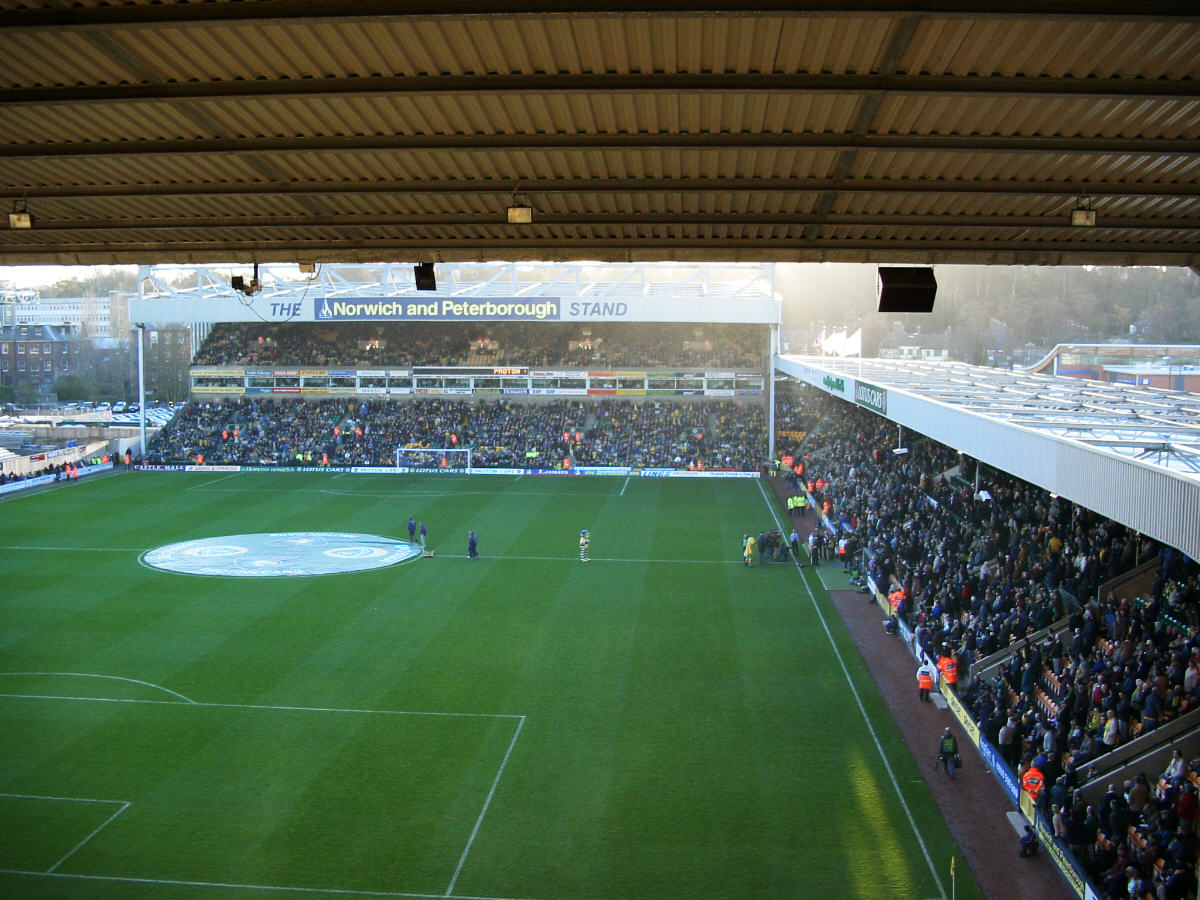
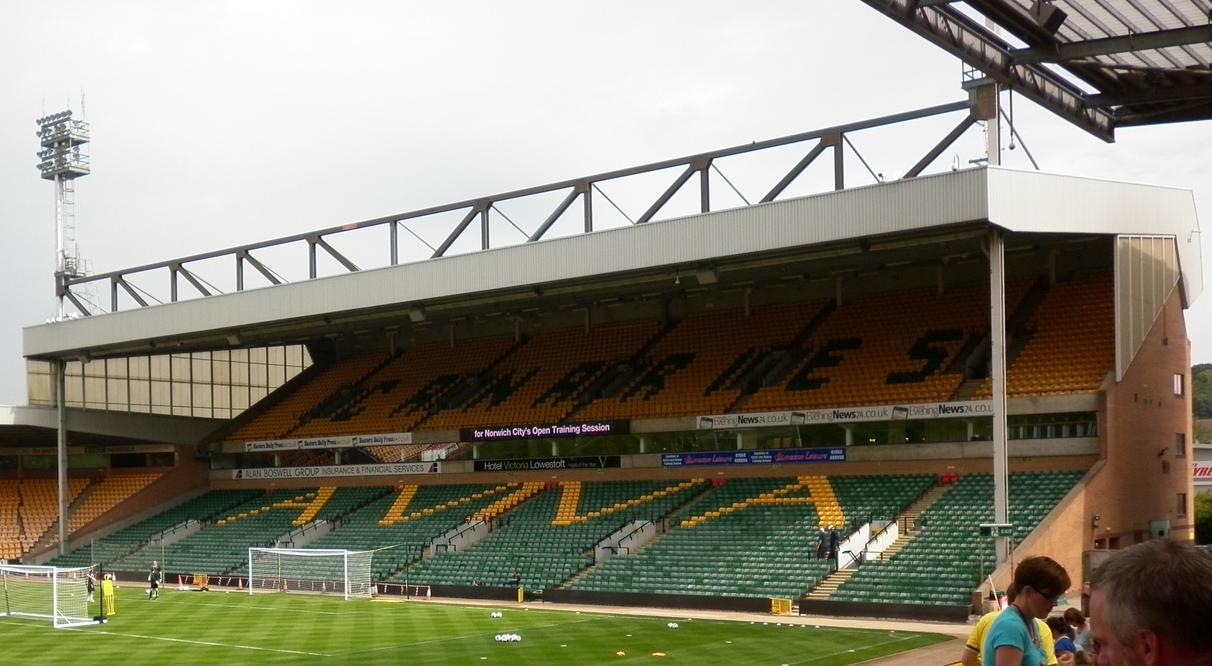